# 白斑唐纳雀
白斑唐纳雀（学名：Neothraupis fasciata）是雀形目唐纳雀科的一种鸟类，属于单型的白斑唐纳雀属（学名：Neothraupis）。
白斑唐纳雀体重约26.8克，翼长约71.5毫米，喙宽度约5毫米，喙厚度约7.2毫米，嘴峰长约17.7毫米，跗蹠长约22.8毫米，尾长约62.6毫米。
白斑唐纳雀是留鸟，栖息在林地，它们是杂食性动物，主要以昆虫、蜘蛛等陆生无脊椎动物为食。它们分布在玻利维亚东部至巴拉圭东北部以及巴西东部和南部。